# Sofía Troubetzkoy
Sofía Sergeïevna Troubetzkoy o Trubetskói (Moscú, 25 de marzo de 1838-Madrid, 27 de julio de 1898) fue una princesa de origen ruso que desempeñó junto a su segundo marido, José Osorio y Silva, XVII marqués de Alcañices un importante papel en la Restauración borbónica que permitió reinar a Alfonso XII de España. 
Fue dama de la Orden de las Damas Nobles de la Reina María Luisa y estuvo considerada como una de las mujeres más bellas y elegantes de la Europa del siglo XIX. Además, se le considera la introductora en España del árbol de Navidad.

## Biografía

### Posible hija de Nicolás I, zar de Rusia
Nació en Moscú el 25 de marzo del año 1838, oficialmente fue hija del príncipe Serguei Vassilievitch Troubetzkoy, teniente de caballería, y de Ekaterina Petrovna Moussine-Pouchkine, aunque ella misma presumía ser hija del zar de Rusia. Desde que nació, su paternidad fue atribuida a Nicolás I de Rusia, pues era conocida la admiración de este por su madre, y su gestación parece que coincidió con el viaje de su padre al Cáucaso, por lo que los rumores sobre esta posible paternidad surgieron desde el primer momento.
Heredó de su madre la carismática belleza que hizo ser considerada como una de las mujeres más bellas y elegantes de la Europa del siglo XIX. Quedó huérfana de padres a muy corta edad, y a pesar de tener abundante familia, de ella se hicieron cargo la zarina viuda Carlota de Prusia y el nuevo emperador, Alejandro II de Rusia, junto a su mujer María de Hesse-Darmstadt, en una muestra más del conocimiento de su paternidad.

### Su vida como duquesa de Morny
Fue por ello educada en la Corte, donde destacó por su inteligencia y sensibilidad. Allí conoció al embajador de Francia, quien sería su primer marido, Carlos Augusto de Morny, primer duque de Morny y hermano uterino de Napoleón III, por ser ambos hijos de Hortensia de Beauharnais, exreina de Holanda y amante del conde de Flahaut (hijo de Charles-Maurice de Talleyrand-Périgord), que había sido invitado a la coronación de Alejandro II, que tuvo lugar el 7 de septiembre de 1856. La belleza y los modales que le habían sido inculcados en la Corte enamoraron a Carlos Augusto, distinguido político y financiero, por lo que finalmente contrajeron matrimonio en San Petersburgo el 26 de diciembre de 1856, teniendo por hijos:

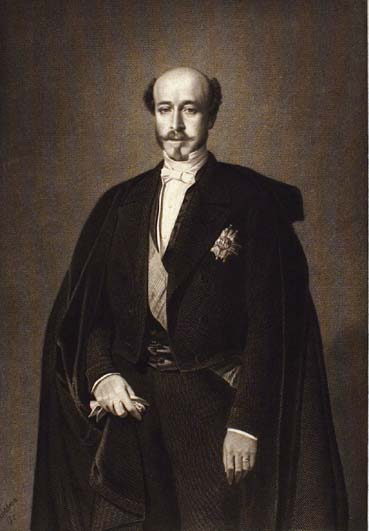
Carlos Augusto de Morny, primer marido de Sofía.

1. Marie Eugénie de Morny, que casó con José Ramón Osorio y Heredia, IX conde de la Corzana, grande de España, IV marqués de los Arenales.
2. Auguste, segundo duque de Morny, casado con Carlota de Guzmán e Ybarra.
3. Serge de Morny, oficial del ejército francés, que falleció soltero.
4. Mathilde de Morny, que tras su divorcio de Jacques Godart, marqués de Belbeuf, reconoció su homosexualidad, siendo amante de Liane de Pougy y de la escritora Colette.

Tanto su vida en San Petersburgo como embajadores, como la vivida después en París en calidad de ministros de Negocios Exteriores fue cosmopolita y de gran esplendor. Su belleza fue admirada por las damas y sus caprichos se convirtieron en el último grito de moda, como lo fueron sus toilets, muy imitados. Eran muy comentados sus extravagantes gustos, su afición por los pájaros exóticos, por los monos y por los perros japoneses, así como su imitación del refinamiento oriental. Al igual que tantas damas en Francia, se hizo retratar por el pintor de moda de la época, el alemán Franz Xaver Winterhalter, que la inmortalizó en 1863.
Su vida modélica se vio truncada el 26 de febrero de 1865 cuando su marido, a quien amaba profundamente, falleció repentinamente. Entonces comenzó una etapa de luto y recogimiento en la que no salió de su palacio y llevó una vida con cierta austeridad, hasta que un día buscando unos documentos halló la correspondencia que su difunto marido había tenido con una amante. A partir de entonces abandonó el luto y volvió a introducirse poco a poco en la vida que había llevado hasta la muerte de su marido.

### Duquesa de Sesto y marquesa de Alcañices

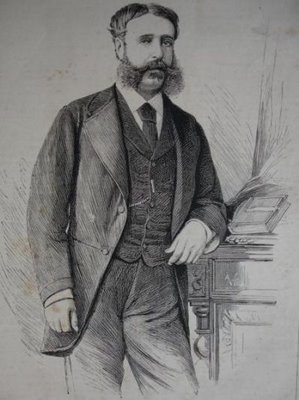
José Osorio y Silva, segundo marido de Sofía.

Dentro de esa nueva etapa conoció a José Osorio y Silva, llamado Pepe Osorio “el gran duque de Sesto”, un madrileño soltero que residía temporalmente en su villa de Deauville, lugar que Sofía conocía bien, pues su cuñado Napoleón puso de moda el lugar entre la aristocracia francesa. Pepe se encontraba allí junto a la familia real, que estaba en el exilio, y a quien sostenía económicamente.
Desde allí se trasladaron a España, donde contrajeron matrimonio en Vitoria el 21 de marzo de 1869. Era Pepe un importante aristócrata español, titulado XVII marqués de Alcañices, VIII de Sesto, V de Algete y XVI duque de Alburquerque, XV de Cuéllar, X de Cadreita, IX de Montaos, VIII de los Balbases y V de Cullera; XVI conde de Huelma, XVI de Ledesma, XIII de Fuensaldaña, XIII de Grajal, IX de la Torre de Perafán, IX de Villanueva de Cañedo y IX de Villaumbrosa, y cuatro veces grande de España.
Compartía con su nuevo marido el carácter cosmopolita y el liberalismo, y su aceptación en Madrid no pudo ser mejor, pues su figura deslumbró en la Corte, y nada más llegar la propia Isabel II de España la nombró dama de la Orden de las Damas Nobles de la Reina María Luisa.
Organizaba reuniones de damas en su residencia, el desaparecido palacio de Alcañices, en las que ponía al tanto a la sociedad madrileña de las novedades en moda y juegos de salón. Fue la introductora en España del árbol de Navidad, pues lo instaló en su palacio, ubicado en el solar donde más tarde se levantó el edificio del Banco de España, haciendo esquina entre el Paseo del Prado y la distinguida Calle de Alcalá, en las Navidades de 1870.

### Su incondicional apoyo a los Borbones
Convertida en consorte del mentor de Alfonso XII de España durante su exilio, aprovechó su posición social para hacer política en favor de la familia Borbón y de la causa de Alfonso XII de España, gastando al  igual que su marido, gran parte de su fortuna en ello. Jugó con el emblema familiar, la flor de lis, creando el prendedor de pelo con este motivo, que tanto las damas de la aristocracia como el resto de mujeres del pueblo utilizaron. Además, instó a sus amigos y conocidos a llevarlo visible en la solapa, para mostrar su apoyo al rey.
Mientras que su marido se dedicaba a luchar políticamente por la causa, la marquesa de Alcañices ocupaba su tiempo en la organización de numerosas actividades en las que ganar adeptos, como lo eran las tertulias culturales y las fiestas en las que mostraba su poder social. Aquellas celebraciones también tenían como objetivo la recaudación de dinero para sostener la causa. Además, era la secretaria de otro personaje de importancia en esta labor, Antonio Cánovas del Castillo, presidente del Consejo de Ministros y máximo dirigente y fundador del Partido Conservador.
No solo mostró su apoyo a los Borbones, sino que además está considerada una de las mayores enemigas del propio Amadeo de Saboya, así como de su mujer María Victoria del Pozzo. Tal era su rechazo por el monarca, que dio orden a sus criados para que cerrasen bruscamente las puertas y ventanas de su palacio cuando la comitiva real pasase por la puerta. Además, protagonizó la famosa Rebelión de las Mantillas, una manifestación de damas madrileñas en contra de Amadeo.

### Últimos años de vida
Tras la muerte de Alfonso XII, surgieron las desavenencias entre el matrimonio y la reina María Cristina, quien culpaba al duque de Sesto de las correrías de su marido. Por ello, abandonó los cargos de los que disponía en la Corte y su vida se dividió entre Madrid y París principalmente, aunque también se dedicaron a visitar a numerosos amigos en otras ciudades europeas.
Falleció en Madrid el 27 de julio de 1898 a causa de una enfermedad respiratoria, y fue enterrada en el distinguido cementerio de Père-Lachaise, el más grande de París, a pocos metros de la sepultura de su primer marido, el duque de Morny.

## Distinciones honoríficas
- Dama de la Orden de las Damas Nobles de la Reina María Luisa.